# Carlo de Blasio
Carlo de Blasio (Napoli, 4 novembre 1960) è un giornalista italiano; tra i vari incarichi, è stato giornalista per la BBC dal 1989 al 1996 e dal 2015 caporedattore centrale della TGR Piemonte. Nell’autunno 2017 è stato nominato vicedirettore nazionale della TGR e da quel momento ha avuto, in fasi diverse, delega sulle redazioni Rai di Aosta, Bari, Campobasso, Cosenza, Napoli e Potenza.
Dal gennaio 2019 è anche responsabile nazionale del progetto "web & social" della TGR Rai, riuscendo negli anni successivi a varare 24 siti web di informazione regionale in tutta Italia. Durante il lockdown pandemico della primavera 2020, è andato in onda nelle due edizioni principali del telegiornale Rai della Campania (alle 14:00 e alle 19:35) per 80 giorni ininterrotti, sempre in diretta, con collegamenti da ogni angolo della regione, tutti dedicati alla grave situazione socio-sanitaria.

## Biografia
All'età di 15 anni comincia la sua attività collaborando con le neonate radio private di Caserta, con il Centro di produzione Rai di Napoli e con la redazione del quotidiano Roma: pur continuando gli studi presso il liceo scientifico statale "Armando Diaz" di Caserta, dal 1975 al 1978 dedica il tempo libero alla conduzione di programmi radiofonici (Radio T, Radio Aurora), e scrive articoli per il quotidiano Roma.
Nel 1978 si trasferisce a Roma per lavorare all'AID (Associazione Italiana Disc jockey) di Renzo Arbore, Gianni Naso e Claudio Cecchetto, con i quali scrive una Enciclopedia della musica edita a fascicoli dall'AID.

### Radio Rai
Nel 1982 entra nel novero dei conduttori di RaiStereoDue, all'epoca neonato canale radiofonico di musica e notizie in FM, in onda dagli studi Rai di via Asiago a Roma. Dopo un'esperienza durata quattro anni alla conduzione di lunghe fasce orarie in diretta approda, in seguito, anche a RaiStereoNotte con una breve parentesi a RadioTir, programma anch'esso notturno trasmesso da Rai Radio 1.

### L'esperienza alla BBC
Nel 1989 si trasferisce a Londra, dove inizia una collaborazione con la BBC durata 7 anni: lavora sia nei canali radiofonici (BBC Radio 5 Live) sia in quelli televisivi (BBC News), ma anche per il canale internazionale BBC World News. La dirigente della redazione World Current Affairs del servizio pubblico radiotelevisivo britannico, Maria Balinska (in seguito fondatrice e presidente del sito statunitense di informazione The Conversation), lo spinge a seguire un corso biennale di dizione in lingua inglese, dopo il quale diviene l'unico italiano autorizzato ad andare in diretta (in inglese) nella programmazione nazionale della BBC. 
Nel 1992 il canale radiofonico BBC Radio 4 gli dedica una serie a puntate intitolata Carlo goes North (Carlo va a Nord): una volta alla settimana, per la durata di trenta minuti (fascia oraria del mattino), il programma racconta la sua visita ad alcune località dell'Inghilterra centro-settentrionale, allo scopo di illustrare il punto di vista di un reporter italiano al cospetto delle tradizioni e delle curiosità inglesi. Nella puntata dedicata a Blackpool, va sulle montagne russe della località costiera inglese (negli anni '90 le più alte del mondo): la sua reazione gridata e sorpresa colpisce il compassato pubblico inglese e contribuisce a dargli una piccola notorietà. 

### Bloomberg e Radio Capital
Nel 1997 è alla guida la redazione italiana di Bloomberg Television a Londra (un canale di economia e finanza in lingua italiana che dalla capitale britannica trasmette via satellite in Italia).
Nel 1998 torna in Italia per collaborare con Radio Capital: conduce la trasmissione inaugurale e, poi, resta per quasi un anno il conduttore del programma "Il Caffè di Radio Capital".

### RaiNews24
Nel 1999 de Blasio è nuovamente in Rai per far parte della redazione del nascente Rai News24. Da quel momento, nel canale all news della Rai ricoprirà, per 16 anni, ogni ruolo giornalistico, da conduttore a caposervizio, da vicecaporedattore a caporedattore della redazione culturale, da caporedattore di fascia a caporedattore centrale:
- Nel 2001 è anche inviato speciale[14] a New York, dopo gli attentati alle torri gemelle dell'11 settembre[15]. Le sue corrispondenze vanno in onda anche al TG1, TG2, TG3 e Giornale Radio Rai
- Nel 2002 torna a New York per seguire gli sviluppi americani della guerra in Afghanistan.
- Nel 2003 è di nuovo alla Rai Corporation per coprire il versante statunitense della guerra in Iraq.
- Dal 2005 al 2007 conduce dagli studi Rai di Saxa Rubra il talk quotidiano di prima serata di RaiNews24 "Tempi Dispari"[16].
- Nel 2008, in diretta dagli Stati Uniti, conduce quotidianamente la rubrica televisiva "Route 66", diario della campagna presidenziale che attraversa gli USA (come la celebre strada inter-statale): in otto mesi, come reporter, segue Barack Obama nei suoi maggiori appuntamenti elettorali.
- Dal 2010 al 2013 si occupa del rilancio della fascia notturna in diretta di RaiNews24, introducendo rubriche, ospiti, dirette e collegamenti da tutto il mondo.
- Nel 2014 diventa caporedattore centrale.

### Testata Giornalistica Regionale
Il primo settembre 2015 diviene caporedattore centrale della TGR Piemonte: in alcune occasioni è autore di servizi da Torino trasmessi anche dal TG1. 
Dopo due anni trascorsi a Torino, nell'ottobre 2017 viene nominato vicedirettore nazionale della Testata Giornalistica Regionale.
Nel maggio 2018 fa parte, a Tampere, in Finlandia, della giuria internazionale del Prix CIRCOM, associazione a cui aderiscono tutte le emittenti televisive pubbliche regionali d'Europa e che ogni anno premia i migliori prodotti informativi trasmessi nei mesi precedenti.

## Premi
- Premio "Valdo Fusi" 2016[22]
- Premio giornalistico "Buone Notizie" 2018[23]

## Altre attività
- Gli studi di filosofia che lo hanno condotto alla laurea con lode (presidente di commissione Giacomo Marramao, relatrice Rosa Maria Calcaterra) lo hanno anche portato a specializzarsi nella Filosofia della cura di sé (in greco epimeleia heautou, in latino cura sui) grazie all'approfondimento dei testi degli ultimi corsi tenuti dal filosofo francese Michel Foucault al Collège de France. La conoscenza di questa materia è stata alla base di molti corsi e incontri[24] da lui tenuti[25], in particolare presso il Circolo dei Lettori di Torino nel 2016 e 2017[26].
- La passione per la musica si è espressa non solo nei programmi radiofonici che lo hanno introdotto nella dimensione della comunicazione pubblica, ma anche in una esperienza negli anni '80 come product manager della casa discografica internazionale Rca: in tale veste ha coordinato il lancio in Italia della cantante statunitense Whitney Houston. Il fratello di de Blasio, Stefano è stato il primo batterista della formazione musicale Avion Travel.[senza fonte]
- Le conoscenze gastronomiche[27] lo hanno orientato verso un'analisi della cucina vegetariana e vegana[28] con la conseguente partecipazione a corsi e appuntamenti su questi argomenti[29], talvolta tenuti direttamente da lui.

## Opere
- Il sangue e l'anima. Anatomia della cura di sé e filosofia del conoscere sé stessi, Guida, 2019